# Apantesis vittatula
Apantesis vittatula är en fjärilsart som beskrevs av Embrik Strand 1919. Apantesis vittatula ingår i släktet Apantesis och familjen björnspinnare. Inga underarter finns listade i Catalogue of Life.